# Mp3PRO
mp3PRO ist eine Erweiterung des Audio-Komprimierungsverfahrens MP3 um das proprietäre patentierte Verfahren der Spektralbandreplikation (SBR), um den starken Qualitätsabfall von MP3 im untersten Bitratenbereich (unterhalb von etwa 96 kbps) auszugleichen.
Es wurde von der in Nürnberg ansässigen schwedischen Firma Coding Technologies entwickelt und im Juni 2001 offiziell vorgestellt. Lizenziert wird es von Coding Technologies, dem Fraunhofer-Institut für Integrierte Schaltungen und Thomson multimedia.
Seit etwa 2003 wird es nicht mehr weiterentwickelt. Ein Formatnachfolger ist MPEG-4 High Efficiency Advanced Audio Coding (HE-AAC, AAC+, AACplus) und setzt anstatt auf MP3 auf Advanced Audio Coding (AAC) auf.

## Technik
mp3PRO ist ein abwärtskompatibles Format, man kann mp3PRO-Dateien also auch mit konventionellen MP3-Playern abspielen. Bei der Wiedergabe fehlt in diesem Fall jedoch mindestens eine ganze Oktave hoher Frequenzen, was sich im Höreindruck vor allem durch dumpferen Klang bemerkbar macht. Die in den mp3PRO-Dateien enthaltenen zusätzlichen Klanginformationen, die insbesondere den hohen Frequenzbereich repräsentieren, werden jedoch nur von Playern ausgewertet, die das mp3PRO-Format unterstützen.

## Qualität
Beim akustischen Vergleich (Höreindruck) von mp3PRO- und konventionellen MP3-Dateien stellt man fest, dass mit 80 kbps codierte mp3PRO-Dateien in etwa den gleichen Höreindruck erzeugen wie mit 128 kbps codierte konventionelle MP3-Dateien. mp3PRO-Dateien belegen somit bei ähnlicher Klangqualität rund 35 Prozent weniger Speicherplatz als konventionelle MP3-Dateien. Je nach Genre (Sprache, Techno, Pop, Klassik usw.) kann hierbei die mp3PRO- oder die MP3-Datei einen etwas besseren Klang besitzen, wobei der Klangeindruck stets subjektiv ist.
Beide Formate – mp3PRO und MP3 – erlauben die Codierung in variable Bitraten, die bei gleichen Dateigrößen zu einer deutlichen Verbesserung der Klangqualität führt. Weder konventionelle 128-kbps-MP3-Dateien noch mp3PRO-Dateien erreichen in der Regel eine Transparenz. Bei mp3PRO-Dateien ist dies – bedingt durch das Prinzip der SBR – insbesondere deswegen nicht möglich, weil der Hochtonbereich mit Hilfe der SBR-Informationen vollständig synthetisch aus dem unteren Frequenzbereich rekonstruiert wird. Dies muss die subjektiv empfundene Klangqualität indes nicht unbedingt beeinträchtigen.

## Einsatz
Eingesetzt wird mp3PRO hauptsächlich in Anwendungen und Systemen, welche nur geringe Bandbreiten zur Verfügung stellen – zum Beispiel Internetradio – oder wo Speicherplatz gespart werden soll.
Vermutlich aufgrund einer zu restriktiven Lizenzpolitik kam es nie zum Durchbruch von mp3PRO, obwohl einige Geräte sowie die verbreiteten MP3-Player Winamp, MusicMatch und XMMS auch das mp3PRO-Format unterstützen.

## Kritik
- Dem Hersteller zufolge hört sich eine 64-kbps-mp3PRO-Datei etwa genauso an wie eine konventionelle 128-kbps-MP3-Datei. Diese Herstelleraussage, die eine 50%ige Platz-/Volumenersparnis versprach, führte vielfach zu Enttäuschungen bei den Interessenten und damit letztlich zur allgemeinen Zurückhaltung des Marktes bezüglich mp3PRO, denn tatsächlich überbietet eine mit 128 kbps codierte konventionelle MP3-Datei fast immer die Klangqualität einer mit 64 kbps codierten mp3PRO-Datei. Tatsächlich sind 80-kbps-mp3PRO-Dateien 128-kbps-MP3-Dateien klangmäßig in etwa ebenbürtig – die Ersparnis ist daher mit rund 35 % zwar deutlich geringer, indes immer noch bemerkenswert.
- Bei Bitraten von über 96 kbps verliert mp3PRO merklich an Effizienz und bietet wenig Vorteile, da der künstlich erzeugte Hochtonbereich kaum oder nur noch entfernte Ähnlichkeit mit dem ursprünglichen Signal aufweist.
- Bei dem Einsatz im Webradio sei ein Echtzeitwechsel von mp3PRO zu konventionellem MP3 und andersherum oft problematisch. Es komme beim Zuhörer zur Verlangsamung des Tons (mp3PRO auf MP3) mit Sprüngen oder zur Verdopplung des Tons (MP3 auf mp3PRO) mit Pausen. Mit dem Nachinstallieren eines mp3PRO-Plugins für den Player könne allerdings unter Umständen dieses Problem gelöst werden.